# Ubarana (kommun)
Ubarana är en kommun i Brasilien.   Den ligger i delstaten São Paulo, i den södra delen av landet, 600 km söder om huvudstaden Brasília. Antalet invånare är 5 286.
Följande samhällen finns i Ubarana:
- Ubarana

Omgivningarna runt Ubarana är en mosaik av jordbruksmark och naturlig växtlighet. Runt Ubarana är det ganska glesbefolkat, med 29 invånare per kvadratkilometer.